# 820-е годы до н. э.
820-е (восемьсо́т двадца́тые) го́ды до на́шей э́ры по пролептическому юлианскому календарю — промежуток времени с 1 января 829 года до н. э. по 31 декабря 820 года до н. э., включающий с 829 по 821 годы 8-го десятилетия  и 820 год 9-го десятилетия IX века 1-го тысячелетия до н. э. Им предшествовали 830-е годы до н. э., за ними следовали 810-е годы до н. э. Они закончились 2845 лет назад.

## Датированные события

### 830
- 830 — Война ассирийцев со страной Унку (см. Салманасар III).
- 830 — Умер царь Тира Баал-Эзер II, на престол взошёл его сын Маттан I.
- 830 — Родился Пигмалион, будущий царь Тира.

### 829
- 829 (8 год Шешонка III и 11 год Такелота II, либо 826) — Правитель XXIII династии Петубаст I поднял мятеж в Фивах против Такелота II.
- 829 — Поход ассирийцев против Уллубы (см. Салманасар III).

### 828
- Около 828 — Умер царь Урарту Сардури I, ему наследовал сын Ишпуини.
- 828 — Поход ассирийского полководца Дайан-Ашшура против Маны и Замуа (см. Салманасар III).
- 828 — Согласно «Тай пин юй лань», в Чжоу большая засуха, огонь сжёг дворец бо Хэ, захватившего престол. Осенью вновь была засуха, умер ван[1].
- 828 — В изгнании в Чжи умер царь Чжоу Ли-ван[2] (в «Ши цзин» III, III 7, 4 он назван Фэнь-ваном, ибо жил на берегах реки Фэнь[3]), начало правления в Чжоу его сына Цзина (Сюань-вана, эра правления 827—782)[4].
- 828 — Умер князь Чу Сюн-янь, ему наследовал сын Бо-шуан (Сюн-шуан, эра правления 827—822)[5].

### 827
- 827 — Поход ассирийского полководца Дайан-Ашшура против Урарту и Парсуа (см. Салманасар III).
- 827 — Мятеж в Ассирии против царя Салманасара III во главе с его старшим сыном Ашшур-надин-аплу, которого поддержали многие города.
- 827 — Умер князь Янь Хуэй-хоу, ему наследовал сын Чжуан (Си-хоу, эра правления 826—791)[6].

### 826
- 826 — Умер князь Лу Чжэнь-гун, ему наследовал младший брат Ао (У-гун, эра правления 825—816)[7].
- 826 — Князь Цао Ю-бо убит своим младшим братом Су (Дай-бо, эра правления 825—796)[8].

### 825
- 825 (15 год Такелота II) — новый мятеж в Фивах. Петубаст I изгоняет из Фив Осоркона B.
- 825 — Умер князь Ци У-гун, ему наследовал У-цзи (Ли-гун, эра правления 824—816)[9].

### 824
- 824 — Сюань-ван повелел Цинь-чжуну, которого он сделал дафу, напасть на западных жунов[10].
- 824 — Ханьский хоу прибыл к чжоускому двору и женился на двоюродной сестре вана (описано в «Ши цзин» III, III 7)[11].

### 823
- 823 — Умер царь Ассирии Шульману-ашареду III, ему наследовал сын Шамши-Адад V.
- 823, 6 луна — поход чжоуского полководца Инь Цзи-фу против варваров-сяньюней[12], описан в «Ши цзин» (II, III 3), там же указана луна[13]. Упомянут в надписи на бронзовом блюде под 3 луной[14].
- 823, 8 луна — поход чжоуского полководца Фан Шу против южных варваров-цзин, описан в «Ши цзин» (II III 4)[15].
- 823 — Умер князь Цзинь Си-хоу, ему наследовал сын Цзи (Сянь-хоу, эра правления 822—812)[16].

### 822
- 822 — Шамши-адад V с помощью вавилонского царя Мардук-закир-шуми I подавляет восстание ассирийских городов.
- 822 — Поход Шамши-адада V в Наири.
- 822 — Князь Цинь Цинь-чжун убит жунами[10], ему наследовал старший из его пяти сыновей Ци (Чжуан-гун, эра правления 821—778)[17], который через некоторое время с войском в 7 тыс. человек (которое ему и братьям дал ван) разбил западных жунов и поселился в Цюаньцю, получив титул сановника западных окраин[10].
- 822 — Умер князь Чу Сюн-шуан. Между его младшими братьями началась борьба за власть. Второй брат Чжун-сюэ умер, третий Шу-кань бежал в Пу, у власти встал четвёртый: Сюнь (Сюн-сюнь, эра правления 821—800)[18].
- 822 — Поход чжаоского Му-гуна против хуай-и, то есть варваров-и, живущих за рекой Хуай (описан в «Ши цзин» III, III 8)[19].
- 822 — Поход чжоуского вана на сюйцев к берегам Хуай, Сю-фу (он же Инь) и Хуан-фу сопровождали его (описан в «Ши цзин» III, III 9)[20].
- 822 — Чжоуский ван повелел чжаоскому (шаоскому) Му-гуну (он же Шао Фу) основать город в Се для шэньского князя (описано в «Ши цзин» II, VIII 3 и III, III 5, во второй песне её автор Инь Цзи-фу сам называет себя)[21].

### 821
- 821 — Успешный поход ассирийцев против урартского царя Ишпуини (см. Шамши-адад V).
- 821 — Родился будущий царь Иудеи Амасия[22].
- 821 — Умер царь Тира Маттан I, на престол взошёл его сын Пигмалион.
- 821 — Чжоуский ван повелел фаньскому хоу Чжун-шань Фу построить крепость в Ци (описано в «Ши цзин» III, III 6[23].